# Pantoporia biaka
Pantoporia biaka är en fjärilsart som beskrevs av John Nevill Eliot 1969. Pantoporia biaka ingår i släktet Pantoporia och familjen praktfjärilar. Inga underarter finns listade i Catalogue of Life.